# ヘリカーゼ

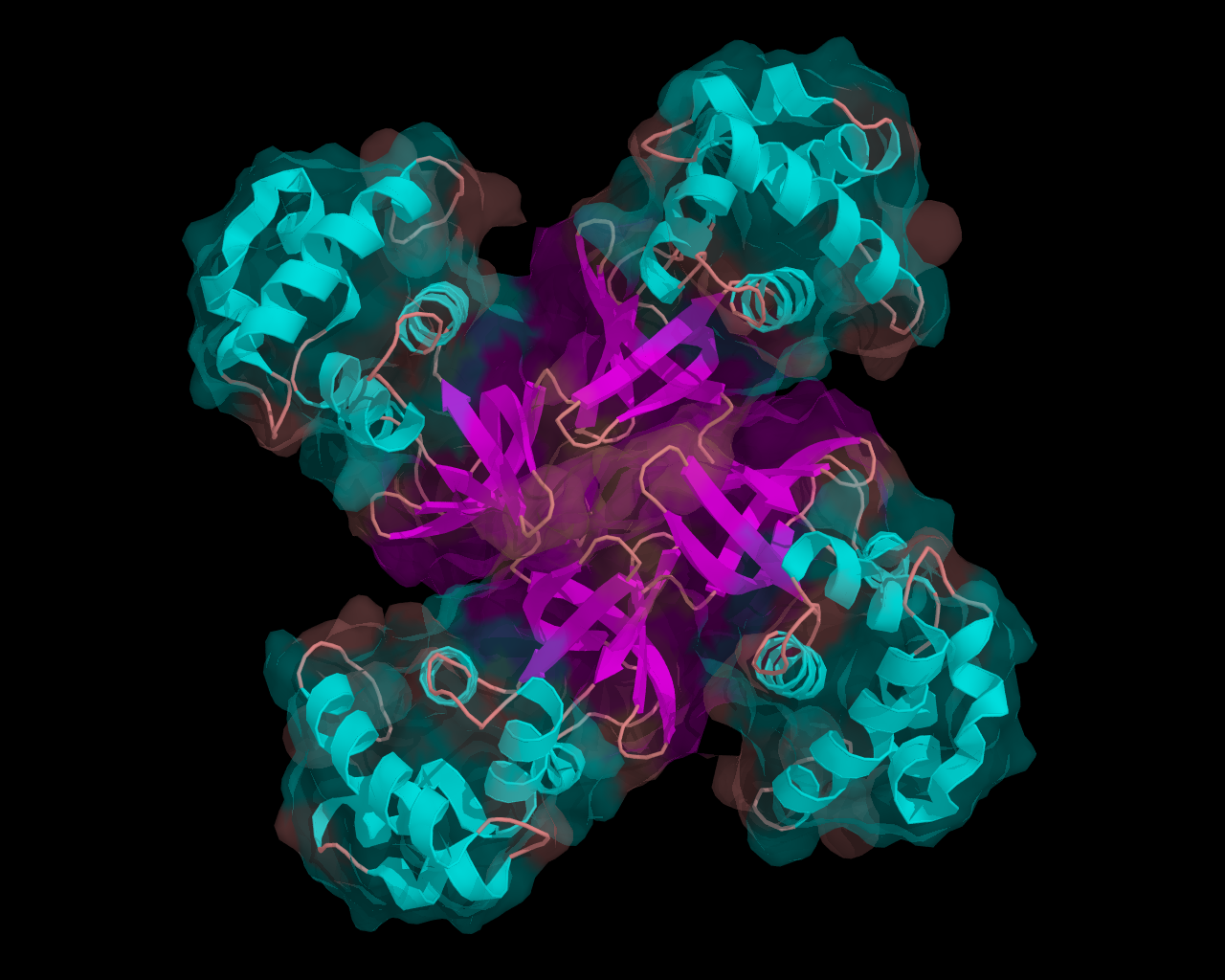
大腸菌RuvAヘリカーゼの立体構造 (RuvAB複合体におけるヘリカーゼコアはRuvBでありRuvAではない事、RuvA単体ではヘリカーゼ活性を示さない事に注意)

ヘリカーゼ（helicase; ヘリケース）は核酸のリン酸エステル骨格に沿って動きながら絡み合う核酸をほどく酵素の総称である。すべての生物に必須であると考えられる。DNAの2本鎖をほどくものを特にDNAヘリカーゼ（DNA helicase）、RNAの二次構造をほどくものをRNAヘリカーゼ（RNA helicase）と呼び、一方、構造上はヘリカーゼに類似しているがDNA上を動くだけで核酸をほどかないものはDNAトランスロケースと呼ぶ。

## 機能
DNA複製、DNA修復、DNA組換え、転写、翻訳、スプライシングなど、遺伝情報を扱う様々な過程で対合している核酸をほどく必要がある。そこでヘリカーゼは、ATPやGTPを加水分解して得られるエネルギーを使って塩基間の水素結合を解消し、DNAの二重らせんや二次構造を取ったRNAなどをほどく働きをしている。ヘリカーゼは、片方の鎖に沿って種類毎に決まった方向に動きながら働く。
様々な過程で核酸をほどく必要があるため、それに対応して1つの生物にはかなり多くのヘリカーゼがあり、たとえばDNAヘリカーゼは大腸菌で14・ヒトで24が知られている。また逆にあるヘリカーゼの果たす機能は、直接的なものから間接的なものまで様々である。たとえばDNAヘリカーゼの場合、直接的にはDNAの複製の際に二本鎖のDNAを一本鎖にすることによってDNAポリメラーゼがDNAに結合しやすくするという役割を果たしている。しかしウェルナー症候群という早期老化症において本酵素の遺伝子が損傷していることが知られており、相同性の高いDNA同士が互いにからみあってしまった場合に、それをほどいて正しい形に戻すことによってDNAの損傷を回避するという間接的な機能が損なわれるからだと考えられている。

## 歴史
ヘリカーゼが初めて報告されたのは1976年のことで、大腸菌のtraI遺伝子の産物である。すぐ後の1978年にはユリから真核生物で初のヘリカーゼが報告されている。実は1967年には大腸菌のRepタンパク質が見つかっているが、これがヘリカーゼだと明らかになるのは1979年になってからのことである。

## 構造
それぞれのヘリカーゼがとる構造や会合数はさまざまである。DnaB型のヘリカーゼはドーナツ状の6量体でDNAをほどくが、単量体や2量体で活性をもつものもある。ヘリカーゼは単に鎖が分かれるのを待っているのではなく、積極的に鎖を開く働きをしている。しかし細胞内では試験管内での実験と比べて非常に高速にほどくことができるので、修飾タンパク質が鎖をほどきやすくしていると考えられる。
ヘリカーゼの一次構造にはいくつか保存的なモチーフがあり、それぞれATP結合やATP加水分解、核酸への結合、核酸上での移動などに関わっていると考えられている。逆に多様性のある領域はそれぞれのヘリカーゼ特有の機能に関わっていると考えられる。ヘリカーゼおよびトランスロケースはこうしたモチーフの有無などから分類されており、以下のような6つのスーパーファミリーがある。最初の2つは基本的には単量体で機能するが会合して協調的に働くことができる。残り4つはドーナツ上の6量体または12量体で機能する。全てのスーパーファミリーに共通するモチーフは1/H1/A・2/H2/B・6/Rの３つである。
Superfamily 1
全てが核酸の2本鎖をほどくヘリカーゼである。代表的なものとしてはグラム陰性菌のUvrD・Repやグラム陽性菌のPcrAである、また大腸菌のRecDやT4ファージのDdaなどがある。
Superfamily 2
最も数が多く、DEADボックスRNAヘリカーゼ、RecQファミリー、Snf2ファミリーなどのサブファミリーに分かれている。基本的には1本鎖または2本鎖の核酸上を移動する能力があり、ヘリカーゼ活性を持つものも多い。基本的には単量体で機能するが会合して協調的に働くことができる。 RecQ（大腸菌、DNA修復）、eIF4A（出芽酵母、翻訳）、WRN（ヒト、DNA修復）、NS3（C型肝炎ウイルス、複製）、TRCF（Mfd; 大腸菌、transcription-repair coupling factor）など。特殊なケースとして、細菌のタンパク質分泌系で機能するSecAは一次構造上このグループに属している。
Superfamily 3
ウイルスで様々な機能を担っている。LTag（腫瘍ウイルスSV40、複製）、E1（ヒトパピローマウイルス、複製）、Rep（アデノウイルス、複製・部位特異的組み込み・ウイルス粒子組み立て）。
Superfamily 4
DnaB-likeファミリーとも。細菌やファージのDNA複製に関与するものが多い。DnaBヘリカーゼ（大腸菌、複製）、gp41（T4ファージ、複製）、T7gp4（T7ファージ、複製）。
Superfamily 5
Rho-likeファミリーとも。Rho（大腸菌, 転写終結因子）。
Superfamily 6
MCM（大腸菌）。